# Overslept
Overslept è il terzo EP del gruppo musicale statunitense State Champs. L'album è stato pubblicato l'11 settembre 2012 dalla Pure Noise Records.

## Tracce
1. Tonsil Hockey – 0:40
2. Critical – 3:22
3. We Are the Brave – 3:30
4. Remedy – 3:44

Durata totale: 11:16

## Formazione
- Derek DiScanio – voce
- Tyler Szalkowski – chitarra, cori
- William Goodermote – basso
- Tony "Rival" Diaz – chitarra
- Evan Ambrosio – batteria